# Стэнчою, Эдуард
Эдуард Корнел Стэнчою  (рум. Eduard Cornel Stăncioiu; 3 марта 1981, Бухарест, Румыния) — румынский футболист, вратарь.

## Карьера
Начал свою карьеру в клубе «Спортул Студенцеск», где провёл 8 лет, летом 2006 года он перешёл в клуб ЧФР на правах свободного агента, где в 2008 году стал чемпионом и обладателем кубка Румынии.
Выступая за «Спортул Студенцеск» в 2004—2005 годах, с 26 по 30 туры Лиги I, он не пропустил ни одного мяча за 457 минут.
Его дебют в сборной Румынии состоялся 31 мая 2008 года в матче против сборной Черногории.

## Достижения
- Чемпион Румынии: 2007/08, 2009/10, 2011/12
- Обладатель Кубка Румынии: 2007/08, 2008/09, 2009/10
- Обладатель Суперкубка Румынии: 2009, 2010, 2015